# (52768) 1998 OR2
(52768) 1998 OR2 est un astéroïde Amor potentiellement dangereux découvert le 24 juillet 1998 par NEAT à l'observatoire du Haleakalā.

## Approche de 2020
Il est passé à 6,3 millions de kilomètres de la Terre le 29 avril 2020.
L'astéroïde a été observé par le radiotélescope d'Arecibo le 18 avril 2020.